# Impero Baté
L'Impero Baté (N'Ko: ߓߊߕߍ߫, Bátɛ) fu uno stato africano precoloniale, centrato nell'attuale Guinea (Regione di Kankan) e esistito dal XVII al XIX secolo.
Gli abitanti di Baté erano conosciuti tra i popoli vicini per la loro pietà religiosa. Piuttosto che una monarchia, avevano una forma di governo teocratica e mercantile, e mantenevano un piccolo esercito permanente per proteggersi  dai commercianti di schiavi.

## Storia
Baté (che significa 'vicino al fiume') fu fondata sulla riva sinistra del fiume Milo, in Alta Guinea, da membri dei clan Soninké Fofana, Kakoro, Kaba e Cissé, che erano immigrati dalle regioni di Jafunun e Kaarta. Gradualmente accolsero altri immigrati e si espansero nelle regioni circostanti.
Nella prima metà del XVIII secolo, i leader Baté si allearono con i loro correligionari dell'Imamato di Futa Jalon, una potenza militare in ascesa a ovest. Nel 1763 il signore della guerra Bourama Diakite di Wassulu compì incursioni nel Baté e gli abitanti si rifugiarono a Timbo, nel Futa Jalon, per sette anni. Al loro ritorno nel 1770 ricostruirono e fortificarono la capitale e la ribattezzarono Kankan, che significa "città protetta".
Nel 1870 Baté accettò di unirsi al neonato Impero Wassulu di Samory Turé. Tuttavia, quando Baté si rifiutò di aiutarlo a muovere guerra un altro stato musulmano, atto contrario ai principi islamici, Samory attaccò e catturò Kankan, scacciando la dinastia regnante Kaba e installando un governo fantoccio. I francesi a loro volta sconfissero Samory, catturando Kankan nel 1891 e reinstallando la dinastia Kaba, che però dovette rassegnarsi a entrare definitivamente nell'orbita dell'Africa Occidentale Francese.